# Gaarz (Plau am See)
Gaarz ist ein Ortsteil der Stadt Plau am See im Osten des Landkreises Ludwigslust-Parchim in Mecklenburg-Vorpommern.
Nördlich vom Ort verläuft die B 191, östlich die B 103 und die B 198. 
Das  östlich gelegene Naturschutzgebiet Plauer Stadtwald wird von der B 103 durchschnitten.
Im Naturschutzgebiet liegen der Gaarzer See, der Burgsee und der Griepensee.
Der Plauer See liegt noch etwas weiter östlich. 
Am 31. Mai 2021 ist hier auf einer Fläche von rund 91 Hektar eine Photovoltaikanlage in Betrieb genommen worden, die jährlich 80 GWh elektrische Energie für die Deutsche Bahn liefern soll.